# William Saroyan
William Saroyan (Fresno, 31 d'agost de 1908 - Fresno, 18 de maig de 1981) fou un escriptor estatunidenc, especialitzat en el teatre i la narrativa. Fill d'un emigrant armeni, de l'Imperi Otomà, moltes de les seves obres tenen lloc a Fresno, centre de la comunitat armènia de Califòrnia, on Saroyan va créixer.

## Obra dramàtica
D'entre la seva producció teatral en destaquen The Time of Your life (Els millors anys de la vostra vida, 1939, premi Pulitzer el 1940) o Hello-out there! (Hola als d'aquí fora!, 1941), totes dues representades a Broadway.

## Narrativa
Saroyan és sobretot conegut per les seves obres narratives, caracteritzada en obres com The Daring Young Man on the Flying Trapeze (L'atrevit xicot del trapezi, 1934), My Name Is Aram (El meu nom és Aram, 1940) o The Human Comedy (La comèdia humana, 1942).

## Traduccions al català
- Em dic Aram (Traducció de Ramon Folch i Camarasa, Edicions 62)
- La comèdia humana (Traducció de Ramon Folch i Camarasa, Edicions 62)
- Tots estàvem guillats (Traducció de Josep Vallverdú, Editorial La Galera)